# Richard Ulfsäter
Richard Claes Erik Ulfsäter es un actor sueco conocido por interpretar a Patrik Hedström en las películas de Fjällbackamorden.

## Biografía
Es hijo de Joen y Louise Ulfsäter, tiene un hermano llamado Fredrik Ulfsäter. 
Su padre es primo del exitoso músico sueco Björn Ulvaeus.
Su tía es la autora Agneta Ulfsäter-Troell.

## Carrera
En el 2007 se unió al elenco principal de la serie Playa del Sol donde interpretó a Steffen Hellman hasta el 2009.
En el 2008 interpretó al señor Grevelius en la película dramática Maria Larssons eviga ögonblick (en inglés: "Everlasting Moments").
En el 2012 se unió al elenco principal de la película Fjällbackamorden: I betraktarens öga donde interpretó por primera vez al inspector de la policía Patrik Hedström.
En el 2013 volvió a interpretar a Patrick en las películas Fjällbackamorden: Vänner för livet, Fjällbackamorden: Havet ger, havet tar, Fjällbackamorden: Strandridaren y finalmente en Fjällbackamorden: Ljusets drottning.

## Filmografía[1]

### Series de televisión
| Año             | Título                     | Personaje                | Notas                             |
| --------------- | -------------------------- | ------------------------ | --------------------------------- |
| 2016 - presente | Frau Temme sucht das Glück | Mikael                   | -                                 |
| 2016 - presente | Midnight Sun               | Thor                     | 6 episodios                       |
| 2016            | Beck                       | Gerente del Gym          | episodio "Sista dagen"            |
| 2015            | Der Kommissar und das Meer | Per Holmqvist            | episodio " Unter Männern"         |
| 2014            | Piratskattens hemlighet    | Johnny                   | 7 episodios                       |
| 2013            | Inkognito                  | Edward "Eddie" Cederholt | 3 episodios                       |
| 2012            | Högklackat                 | Hombre                   | -                                 |
| 2007 - 2009     | Playa del Sol              | Steffen Hellman          | 19 episodios                      |
| 2008            | Häxdansen                  | Fredrik                  | episodio # 1.2 - miniserie        |
| 2003            | Tusenbröder                | Kille                    | episodio "Tusenbröder II - Del 4" |
| 2003            | Mile High                  | Sasha                    | episodio # 1.7                    |
| 2002            | Spung                      | Melker                   | 7 episodios                       |
| 2000            | Vita lögner                | Ola                      | -                                 |

### Películas
| Año  | Título                                   | Personaje            | Notas                                                                                                 |
| ---- | ---------------------------------------- | -------------------- | --- |
| 2014 | Inbrottet                                | Tjuven               | junto a Jenny Lampa, Lukas Loughran, Hanna Sjögren y Marcus Ovnell                                    |
| 2013 | Riktigt mycket pengar - en film om lycka | Göran                | corto - junto a Michelle Abraham, Gustaf Arborelius, Lars Arvidson, Carol Atallah y Richard Ekman     |
| 2013 | Fjällbackamorden: Ljusets drottning      | Patrik Hedström      | junto a Claudia Galli, Ann Westin, Lennart Jähkel, Sven-Bertil Taube y Eva Fritjofson                 |
| 2013 | Fjällbackamorden: Strandridaren          | Patrik Hedström      | junto a Claudia Galli, Eva Fritjofson, Pamela Cortes Bruna, Lennart Jähkel, Jens Hultén y Ann Westin  |
| 2013 | Fjällbackamorden: Havet ger, havet tar   | Patrik Hedström      | junto a Claudia Galli, Eva Fritjofson, Pamela Cortes Bruna, Lennart Jähkel, Ann Westin y Simon Brodén |
| 2013 | Tyskungen                                | Patrik Hedström      | junto a Claudia Galli, Jakob Oftebro, Amalia Holm, Pamela Cortes Bruna y Kim Solfeldt                 |
| 2013 | Små citroner gula                        | Tobias               | junto a Rakel Wärmländer, Dan Ekborg, Josephine Bornebusch y Sverrir Gudnason                         |
| 2013 | Ego                                      | Anfitrión            | junto a Martin Wallström, Mylaine Hedreul, Peter Andersson, Emil Johnsen y Jörgen Thorsson            |
| 2013 | Fjällbackamorden: Vänner för livet       | Patrik Hedström      | junto a Claudia Galli, Eva Fritjofson, Pamela Cortes Bruna, Lennart Jähkel y Ann Westin               |
| 2012 | Fjällbackamorden: I betraktarens öga     | Patrik Hedström      | junto a Claudia Galli, Ellen Stenman Göransson, Pamela Cortes Bruna, Lennart Jähkel y Matias Varela   |
| 2012 | En plats i solen                         | Thomas Samuelsson    | junto a Malin Crépin, Erik Johansson, Björn Kjellman, Leif Andrée y Kajsa Ernst                       |
| 2012 | Livstid                                  | Thomas Samuelsson    | junto a Malin Crépin, Erik Johansson, Björn Kjellman, Leif Andrée y Kajsa Ernst                       |
| 2012 | Den röda vargen                          | Thomas Samuelsson    | junto a Malin Crépin, Erik Johansson, Björn Kjellman, Leif Andrée, Kajsa Ernst y Felix Engström       |
| 2012 | Studio Sex                               | Thomas Samuelsson    | junto a Malin Crépin, Erik Johansson, Björn Kjellman, Leif Andrée, Kajsa Ernst y Felix Engström       |
| 2012 | An Enemy to Die For                      | Gustav               | junto a Allan Corduner, Jeanette Hain, Sven Nordin, Axel Prahl y Tom Burke                            |
| 2012 | Prime Time                               | Thomas Samuelsson    | junto a Malin Crépin, Erik Johansson, Björn Kjellman, Leif Andrée, Kajsa Ernst y Felix Engström       |
| 2012 | Annika Bengtzon: Nobels testamente       | Thomas Samuelsson    | junto a Malin Crépin, Erik Johansson, Björn Kjellman, Leif Andrée, Kajsa Ernst y Felix Engström       |
| 2011 | The Italian Key                          | Alexander (de joven) | junto a Gwendolyn Anslow, Joana Cartocci, Leo Vertunni, John Shea y Andreas Wilson                    |
| 2010 | Four More Years                          | Hugo                 | junto a Björn Kjellman, Eric Ericson, Tova Magnusson-Norling, André Wickström y Sten Ljunggren        |
| 2010 | Puss                                     | Andreas              | junto a Alexander Skarsgård, Gustaf Skarsgård y Michelle Meadows                                      |
| 2010 | Penance                                  | Tony                 | corto - junto a Frida Almroth, Jenny Lampa, Jenny Lindbom y Carl Stjernlöf                            |
| 2010 | En busslast kärlek                       | Robin                | junto a Tova Magnusson-Norling, Björn Granath, Ingela Olsson y Ralph Carlsson                         |
| 2009 | Emmas film                               | -                    | corto - junto a Claudia Galli, Victor Ström, Mikael Almqvist y Frida Beckman                          |
| 2008 | Vi hade i alla fall tur med vädret igen! | Husbilssäljare       | junto a Rolf Skoglund, Claire Wikholm, Mikaela Knapp y Gustav Berg                                    |
| 2008 | Patrik, Age 1.5                          | Amigo de Sven        | junto a Gustaf Skarsgård, Torkel Petersson, Tom Ljungman, Amanda Davin y Annika Hallin                |
| 2008 | Maria Larssons eviga ögonblick           | Mr. Grevelius        | junto a Maria Heiskanen, Mikael Persbrandt, Jesper Christensen y Callin Öhrvall                       |
| 2008 | An Honourable Day                        | Pete                 | corto - junto a Rainer Gerdes y Kola Krauze                                                           |
| 2008 | Honungsfällan                            | Bilföraren           | corto - junto a Niklas Engdahl, Åsa Persson, Blanca Engström, Christopher Wollter y Niki Nordenskjöld |
| 2007 | Underbar och älskad av alla              | Tobias               | junto a Martina Haag, Nikolaj Coster-Waldau, Ellen Mattsson, Reine Brynolfsson y Katrin Sundberg      |
| 2007 | Darling                                  | Micke                | junto a Michelle Meadows, Michael Segerström, Michael Lindgren y Marko Ivkovich                       |
| 2006 | Du & jag                                 | Erik                 | junto a Johan Hallström, Noomi Rapace, Saga Gärde, Martin Wallström y Cecilia Häll                    |
| 2005 | Nära huden                               | Adde                 | corto - junto a Eva Fritjofson, Daniel Larsson, David Lenneman y Liv Mjönes                           |
| 2003 | Jag                                      | Micke                | corto - junto a Zephyr Brown, Adolfo Jiménez, Michelle Meadows, Erica Silfverhielm y Darrell M. Smith |
| 2002 | Aime ton père                            | Marinero             | junto a Gérard Depardieu, Guillaume Depardieu, Sylvie Testud, Julien Boisselier y Noémie Kocher       |

### Teatro
| Año        | Obra                   | Personaje | Director (a)     | Teatro              |
| ---------- | ---------------------- | --------- | ---------------- | ------------------- |
| 2010       | Har Ni Fest Eller?     | -         | -                | -                   |
| 2006       | Perseus                | -         | Ulf Evrén        | The Unicorn Theatre |
| 1999, 2000 | Monster Edgar          | -         | Rikard Bergkvist | -                   |
| 1999       | Lysistrata Kinesias    | -         | Matthew Allen    | Rosenlund Theatre   |
| 1998       | The Gliders Bobo       | -         | Jon Holmberg     | Peros Theatre       |
| 1997       | Twelfth Night Malvolio | -         | Annabelle Rice   | Jarla Theatre       |
| 1996       | The Misanthrope Oronte | -         | Michel Riddez    | Jarla Theatre       |